# Dewoitine

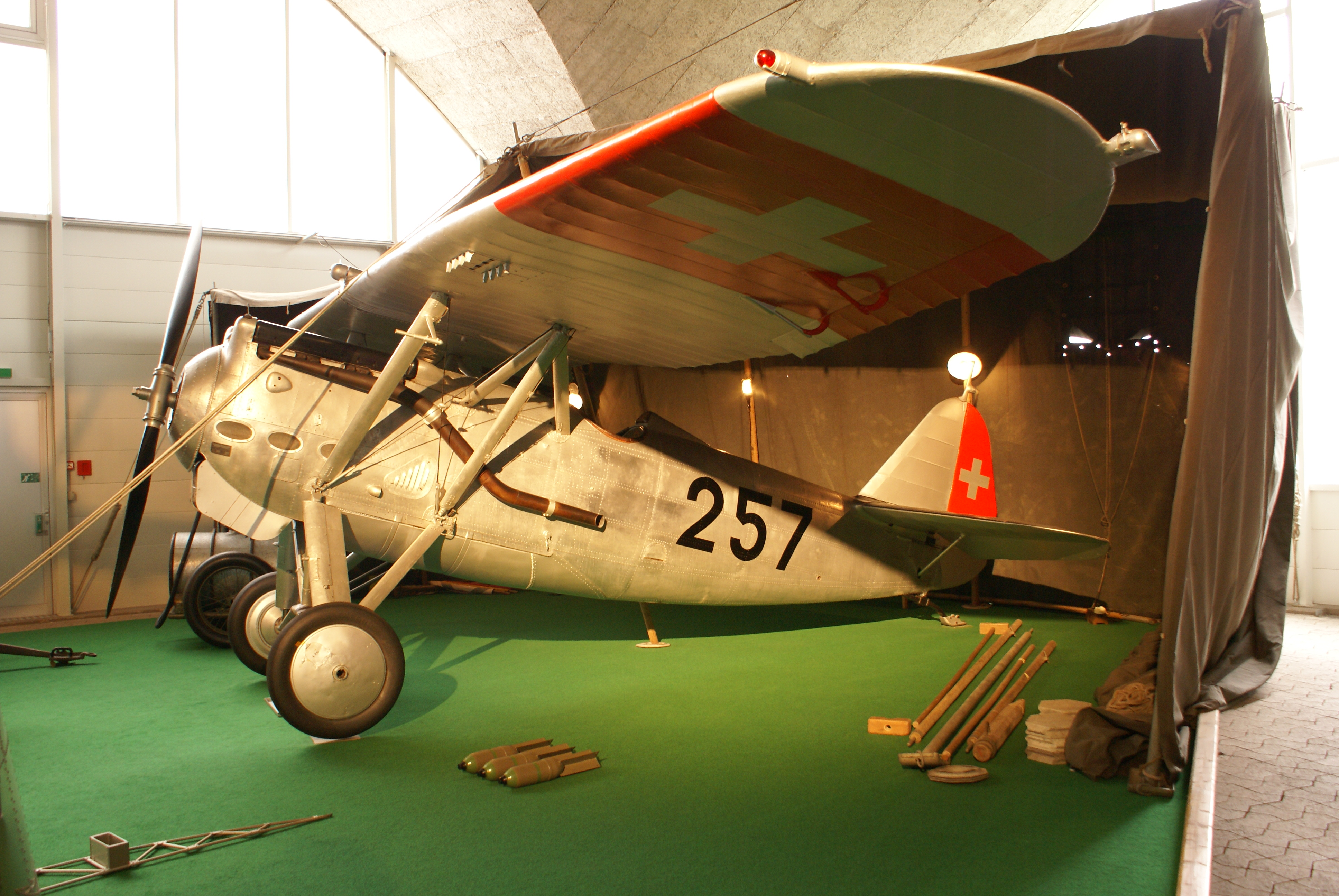
Dewoitine D.27

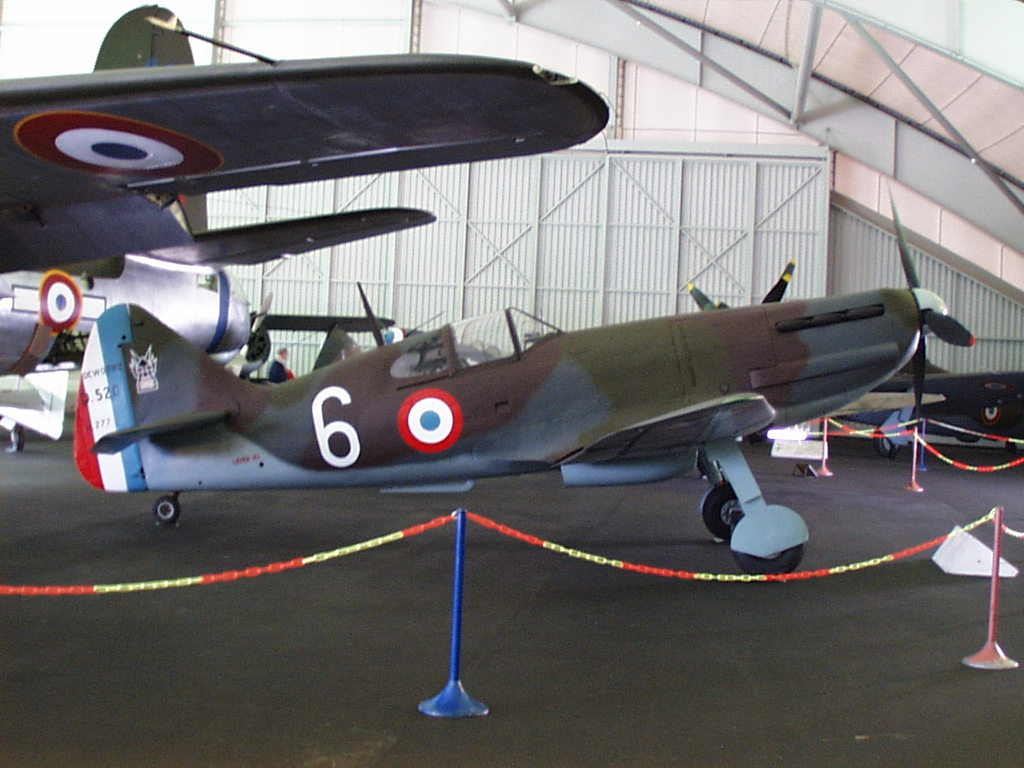
Dewoitine D.520

Девуатін (фр. Dewoitine) — французька авіабудівна фірма, заснована Емілем Девуатіном 1920 року в Тулузі. 

## Історія
Компанія була заснована 1920 року в Тулузі. На початку «Девуатін» виробляла винищувачі парасольної схеми, які були не дуже затребувані у Франції, але з успіхом продавалися за кордоном та будувалися за ліцензії в Італії, Швейцарії та Чехословаччини. У листопаді 1927 року пілот Марсель Дорі встановив на винищувачі D.27 світовий рекорд швидкості на дистанції 1000 км. Компанію було ліквідовано 1927 року з єдиним активним проектом (D.27), який було передано компанії EKW у Швейцарії.
У березні наступного року компанію знову відродили в Парижі під назвою «Société Aéronautique Française (Avions Dewoitine)» або «SAF». Після короткочасного виробництва D.27 компанія випустила ряд винищувачів, таких як D.500, які стали основою французьких ВПС 1930-х років. Також вироблялися цивільні авіалайнери, такі як D.333 і його похідні D.338, що були розроблені для польотів у Французькому Індокитаї й літали також Гонконгу.
Компанія була націоналізована 1937 року під назвою «SNCA du Midi» або SNCAM та виробляла D.520, найефективніший французький винищувач до початку Другої світової війни. Проте літаків типу D.520 було виготовлено не дуже багато, щоб це могло становити велику загрозу для Люфтваффе під час битви за Францію.
У грудні 1940 року фірму Dewoitine остаточно поглинула компанія SNCASE, з одночасним відходом Еміля Девуатіна до SIPA. Після цього літаки під маркою Dewoitine не випускалися.

## Літаки
| - P-1 - P-2 - P-3 - P-4 - D.1 - D.2 - D.3 - D.4 - D.5 - D.6 - D.7 - D.8 - D.9 - D.10 - D.12 - D.13 - D.14 - D.15 - D.17 - D.18 - D.19 - D.21 - D.22 - D.23 - D.24 - D.25 - D.26 | - D.27 - D.28 - D.30 - D.31 - D.33 - D.34 - D.35 - D.37 - D.40 - D.53 - HD.410 - D.420 - D.430 - D.440 - D.450 - HD.460 - D.470 - D.480 - D.490 - D.500 - D.510 - D.513 - D.520 - D.530 - D.550 - D.560 | - D.570 - D.580 - D.590 - D.600 - D.620 - D.640 - D.650 - D.660 - D.680 - D.700 - D.710 - D.720 - D.730 - D.750 - D.760 - D.770 - HD.780 - D.790 - D.800 - D.810 - D.820 - D.860 - D.900 - HD.730 - HD.731 |